# ナーシリーヤ
ナーシリーヤ（Nāṣirīyah、アラビア語:الناصرية, al-Nāṣirīya(h), 原語発音：アン＝ナースィリーヤ）はイラクの都市。バグダードの約360キロメートル南東のユーフラテス川のほとり、古代都市ウルの近くにある。ジーカール県の県都。人口は2018年に概算で558,400人。日本語カタカナ化の慣例により「シ」が当てられているが原語ではナースィリーヤという発音であるためナースィリーヤとの表記も混在している。
人口の多くはシーア派イスラム教徒である。ナーシリーヤにある博物館はシュメール・アッシリア・バビロニア・アッバース朝に関する大きなコレクションを有する。ウルとラルサの遺跡が近くにある。
1870年ころにムンタフィク部族連合のシャイフ・ナースィル・サアダーン・パシャによって作られた。街の名は彼の名による。第一次世界大戦時にオスマン帝国の支配下だったナーシリーヤをイギリスが征服した。このとき、400人のイギリス兵およびインド兵は2000人以上のトルコ兵を殺した。
イラク共産党はアッシリア人のバスラ電気供給局員だったユースフ・サルマーン・ユースフらによって1930年代にナーシリーヤで結成された。1940年代、ナーシリーヤは君主制に対する反対派の中心地であった。1958年7月14日のアブドルカリーム・カーシムのイラク革命に共産党に影響されていたナーシリーヤの学生組合、農民組織、労働者は大きく役立った。
湾岸戦争の時、アメリカ軍第101空挺師団がナーシリーヤの外側の主要な道路に進出し、イラクにおいて多国籍軍が進入した最も内側の地点になった。アメリカ軍撤退の後、ナーシリーヤのシーア派イスラム教徒はサッダーム・フセインの支配への反抗に参加する。
2003年にはイラク戦争における戦場となった。国際戦略研究所のフィリップ・ミッチェルはガーディアン紙でナーシリーヤの戦略上の重要性を指摘した。そしてアメリカ海兵隊とイラク軍との激しい戦いが3月23日から3月29日にかけて行われた。3月23日にはこの地でジェシカ・リンチを含む多数の兵士が捕虜となった。
その後11月には車爆弾によりイタリア兵17人がこの地で死亡した。